# 113.º Congreso de los Estados Unidos
El 113.º Congreso de los Estados Unidos fue la reunión legislativa del gobierno federal de los Estados Unidos. Está compuesta por el Senado de los Estados Unidos y la Cámara de Representantes de los Estados Unidos y basada en los resultados de las elecciones al Senado de 2012 y las elecciones a la Cámara de Representantes de 2012. Los escaños de la Cámara fueron ordenados por medio de prorrateado basado en el censo de 2010.
La primera sesión fue en Washington D. C. el 3 de febrero de 2013, y terminó el 3 de enero de 2015. Los Senadores elegidos para términos regulares en 2008, actualmente completan sus dos últimos 2 años en el Congreso.  En su inicio, este Congreso tuvo 43 miembros africanos americanos (todos a excepción de uno en la Cámara de Representantes), y un número récord de mujeres (100).

## Miembros

### Senado

Membrencía de partidos del Senado, por estado
2 Demócratas
1 Demócrata y 1 Republicano
2 Republicanos
1 Independiente y 1 Demócrata
1 independiente y 1 Republicano

Los Senadores están listados por estado, y los números se refieren a las clases del Senado.
| - 3. Richard Shelby (R) - 2. Jeff Sessions (R) - 3. Lisa Murkowski (R) - 2. Mark Begich (D) - 3. John McCain (R) - 1. Jeff Flake (R) - 2. Mark Pryor (D) - 3. John Boozman (R) - 1. Dianne Feinstein (D) - 3. Barbara Boxer (D) - 2. Mark Udall (D) - 3. Michael Bennet (D) - 3. Richard Blumenthal (D) - 1. Chris Murphy (D) - 1. Tom Carper (D) - 2. Chris Coons (D) - 1. Bill Nelson (D) - 3. Marco Rubio (R) - 2. Saxby Chambliss (R) - 3. Johnny Isakson (R) - 3. Brian Schatz (D) - 1. Mazie Hirono (D) - 3. Mike Crapo (R) - 2. Jim Risch (R) - 2. Dick Durbin (D) - 3. Mark Kirk (R) - 3. Dan Coats (R) - 1. Joe Donnelly (D) - 3. Chuck Grassley (R) - 2. Tom Harkin (D) - 2. Pat Roberts (R) - 3. Jerry Moran (R) - 2. Mitch McConnell (R) - 3. Rand Paul (R) | - 2. Mary Landrieu (D) - 3. David Vitter (R) - 2. Susan Collins (R) - 1. Angus King (I) - 3. Barbara Mikulski (D) - 1. Ben Cardin (D) - 1. Elizabeth Warren (D) - 2. John Kerry (D), hasta el 1 de febrero de 2013 - Mo Cowan (D), del 1 de febrero de 2013 - 2. Carl Levin (D) - 1. Debbie Stabenow (D) - 1. Amy Klobuchar (D) - 2. Al Franken (D) - 2. Thad Cochran (R) - 1. Roger Wicker (R) - 1. Claire McCaskill (D) - 3. Roy Blunt (R) - 2. Max Baucus (D) - 1. Jon Tester (D) - 2. Mike Johanns (R) - 1. Deb Fischer (R) - 3. Harry Reid (D) - 1. Dean Heller (R) - 2. Jeanne Shaheen (D) - 3. Kelly Ayotte (R) - 2. Frank Lautenberg (D) - 1. Robert Menendez (D) - 2. Tom Udall (D) - 1. Martin Heinrich (D) - 3. Charles Schumer (D) - 1. Kirsten Gillibrand (D) - 3. Richard Burr (R) - 2. Kay Hagan (D) | - 3. John Hoeven (R) - 1. Heidi Heitkamp (D) - 1. Sherrod Brown (D) - 3. Rob Portman (R) - 2. Jim Inhofe (R) - 3. Tom Coburn (R) - 3. Ron Wyden (D) - 2. Jeff Merkley (D) - 1. Bob Casey, Jr. (D) - 3. Pat Toomey (R) - 2. Jack Reed (D) - 1. Sheldon Whitehouse (D) - 2. Lindsey Graham (R) - 3. Tim Scott (R) - 2. Tim Johnson (D) - 3. John Thune (R) - 2. Lamar Alexander (R) - 1. Bob Corker (R) - 1. John Cornyn (R) - 2. Ted Cruz (R) - 3. Jerry Thomas (R) - 1. Orrin Hatch (R) - 3. Mike Lee (R) - 3. Patrick Leahy (D) - 1. Bernie Sanders (I) - 2. Mark Warner (D) - 1. Tim Kaine (D) - 3. Patty Murray (D) - 1. Maria Cantwell (D) - 2. Jay Rockefeller (D) - 1. Joe Manchin (D) - 3. Ron Johnson (R) - 1. Tammy Baldwin (D) - 2. Mike Enzi (R) - 1. John Barrasso (R) |

### Cámara de Representantes

Membrencía de partidos de la Cámara, por distrito
Demócratas
Republicanos

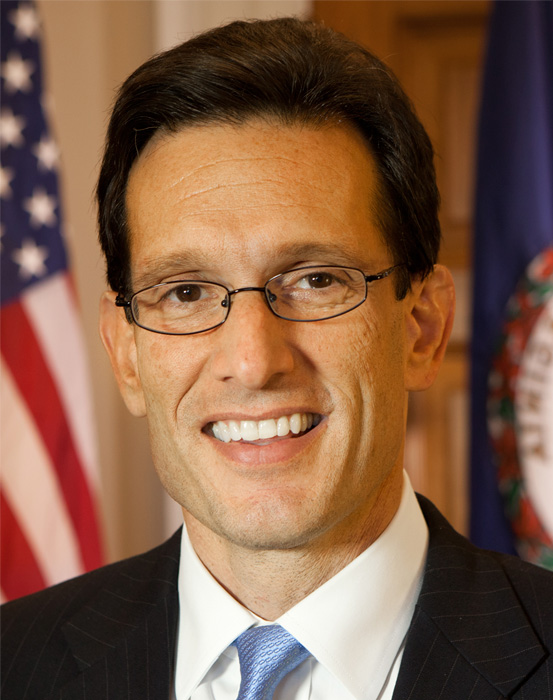
Líder mayoría de la Cámara
Eric Cantor (R)

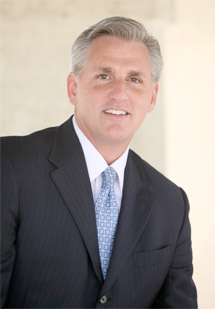
Líder mayoría Whip de la Cámara
Kevin McCarthy (R)

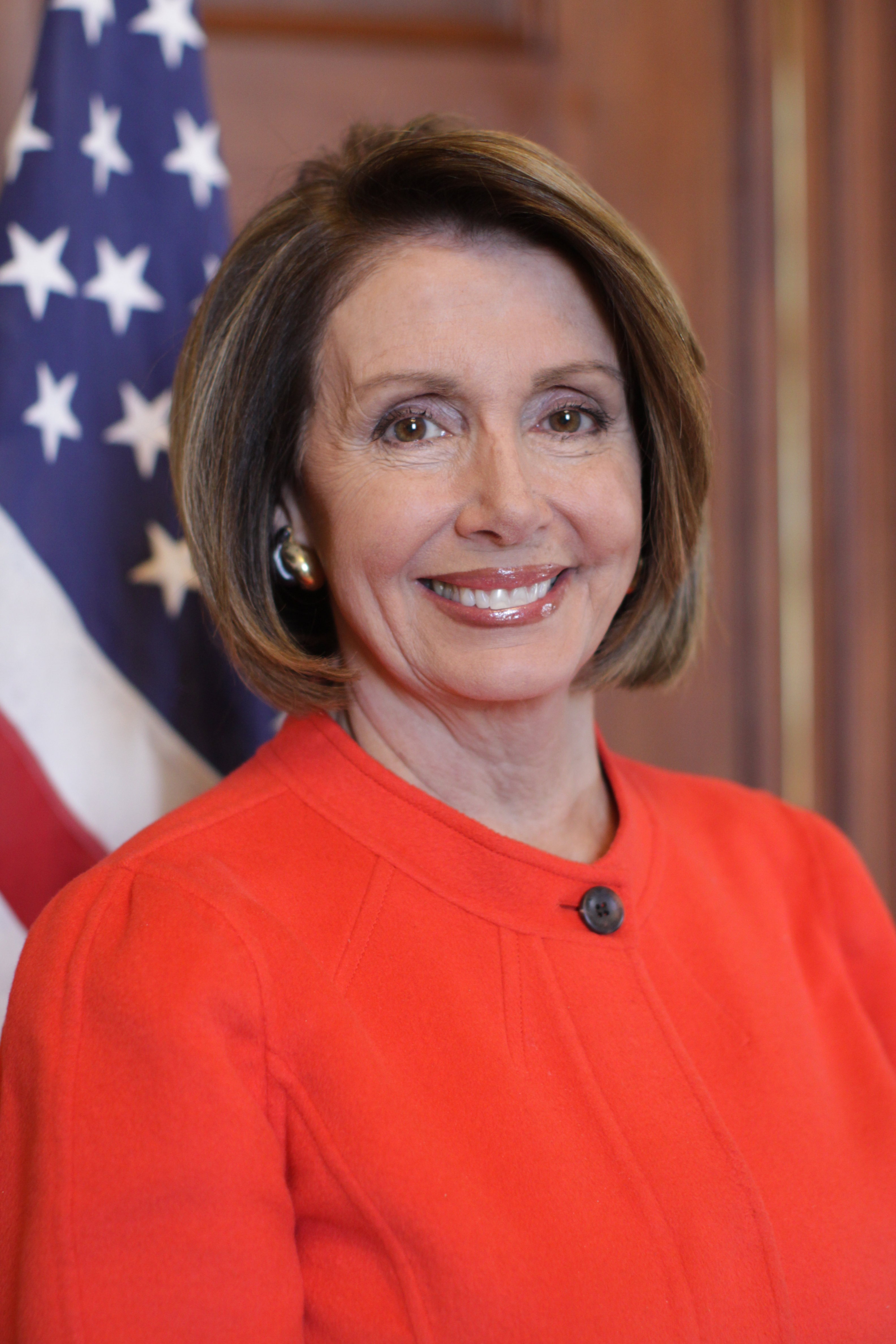
Líder minoría of de la Cámara
Nancy Pelosi (D)

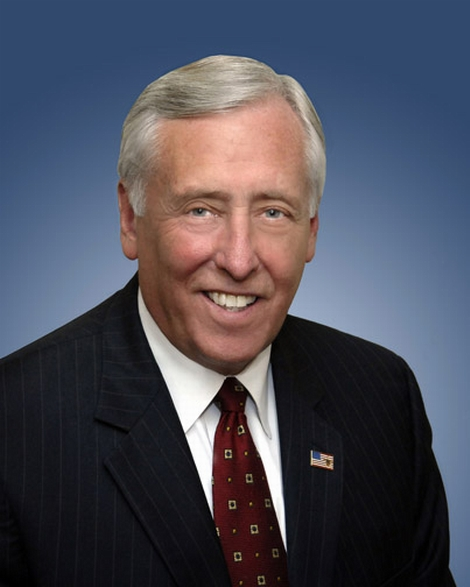
Líder minoría Whip de la Cámara
Steny Hoyer (D)

| (6-1 Republicanos) - 1. Jo Bonner (R) - 2. Martha Roby (R) - 3. Mike Rogers (R) - 4. Robert Aderholt (R) - 5. Mo Brooks (R) - 6. Spencer Bachus (R) - 7. Terri Sewell (D) (1 Republicano) - At-large. Don Young (R) (5-4 Demócratas) - 1. Ann Kirkpatrick (D) - 2. Ron Barber (D) - 3. Raúl Grijalva (D) - 4. Paul Gosar (R) - 5. Matt Salmon (R) - 6. David Schweikert (R) - 7. Ed Pastor (D) - 8. Trent Franks (R) - 9. Kyrsten Sinema (D) (4 Republicanos) - 1. Rick Crawford (R) - 2. Timothy Griffin (R) - 3. Steve Womack (R) - 4. Tom Cotton (R) (38-15 Demócratas) - 1. Doug LaMalfa (R) - 2. Jared Huffman (D) - 3. John Garamendi (D) - 4. Tom McClintock (R) - 5. Mike Thompson (D) - 6. Doris Matsui (D) - 7. Ami Bera (D) - 8. Paul Cook (R) - 9. Jerry McNerney (D) - 10. Jeff Denham (R) - 11. George Miller (D) - 12. Nancy Pelosi (D) - 13. Barbara Lee (D) - 14. Jackie Speier (D) - 15. Eric Swalwell (D) - 16. Jim Costa (D) - 17. Mike Honda (D) - 18. Anna Eshoo (D) - 19. Zoe Lofgren (D) - 20. Sam Farr (D) - 21. David Valadao (R) - 22. Devin Nunes (R) - 23. Kevin McCarthy (R) - 24. Lois Capps (D) - 25. Buck McKeon (R) - 26. Julia Brownley (D) - 27. Judy Chu (D) - 28. Adam Schiff (D) - 29. Tony Cardenas (D) - 30. Brad Sherman (D) - 31. Gary Miller (R) - 32. Grace Napolitano (D) - 33. Henry Waxman (D) - 34. Xavier Becerra (D) - 35. Gloria Negrete McLeod (D) - 36. Raul Ruiz (D) - 37. Karen Bass (D) - 38. Linda Sánchez (D) - 39. Ed Royce (R) - 40. Lucille Roybal-Allard (D) - 41. Mark Takano (D) - 42. Ken Calvert (R) - 43. Maxine Waters (D) - 44. Janice Hahn (D) - 45. John Campbell (R) - 46. Loretta Sánchez (D) - 47. Alan Lowenthal (D) - 48. Dana Rohrabacher (R) - 49. Darrell Issa (R) - 50. Duncan D. Hunter (R) - 51. Juan Vargas (político) (D) - 52. Scott Peters (D) - 53. Susan Davis (D) (4-3 Republicanos) - 1. Diana DeGette (D) - 2. Jared Polis (D) - 3. Scott Tipton (R) - 4. Cory Gardner (R) - 5. Doug Lamborn (R) - 6. Mike Coffman (R) - 7. Ed Perlmutter (D) (5 Demócratas) - 1. John Larson (D) - 2. Joe Courtney (D) - 3. Rosa DeLauro (D) - 4. Jim Himes (D) - 5. Elizabeth Esty (D) (1 Demórata) - At-large. John Carney (D) (17-10 Republicanos) - 1. Jeff Miller (R) - 2. Steve Southerland (R) - 3. Ted Yoho (R) - 4. Ander Crenshaw (R) - 5. Corrine Brown (D) - 6. Ron DeSantis (R) - 7. John Mica (R) - 8. Bill Posey (R) - 9. Alan Grayson (D) - 10. Daniel Webster (R) - 11. Rich Nugent (R) - 12. Gus Bilirakis (R) - 13. Bill Young (R) - 14. Kathy Castor (D) - 15. Dennis Ross (R) - 16. Vern Buchanan (R) - 17. Tom Rooney (R) - 18. Patrick Murphy (D) - 19. Trey Radel (R) - 20. Alcee Hastings (D) - 21. Ted Deutch (D) - 22. Lois Frankel (D) - 23. Debbie Wasserman Schultz (D) - 24. Frederica Wilson (D) - 25. Mario Diaz-Balart (R) - 26. Joe Garcia (D) - 27. Ileana Ros-Lehtinen (R) (9-5 Republicanos) - 1. Jack Kingston (R) - 2. Sanford Bishop (D) - 3. Lynn Westmoreland (R) - 4. Hank Johnson (D) - 5. John Lewis (D) - 6. Tom Price (R) - 7. Rob Woodall (R) - 8. Austin Scott (R) - 9. Doug Collins (R) - 10. Paul Broun (R) - 11. Phil Gingrey (R) - 12. John Barrow (D) - 13. David Scott (D) - 14. Tom Graves (R) (2 Demócratas) - 1. Colleen Hanabusa (D) - 2. Tulsi Gabbard (D) (2 Republicanos) - 1. Raul Labrador (R) - 2. Mike Simpson (R) (11-6 Demócratas, 1 vacante) - 1. Bobby Rush (D) - 2. Vacante - 3. Dan Lipinski (D) - 4. Luis Gutiérrez (D) - 5. Mike Quigley (D) - 6. Peter Roskam (R) - 7. Danny K. Davis (D) - 8. Tammy Duckworth (D) - 9. Jan Schakowsky (D) - 10. Brad Schneider (D) - 11. Bill Foster (D) - 12. William Enyart (D) - 13. Rodney L. Davis (R) - 14. Randy Hultgren (R) - 15. John Shimkus (R) - 16. Adam Kinzinger (R) - 17. Cheri Bustos (D) - 18. Aaron Schock (R) (7-2 Republicanos) - 1. Pete Visclosky (D) - 2. Jackie Walorski (R) - 3. Marlin Stutzman (R) - 4. Todd Rokita (R) - 5. Susan Brooks (R) - 6. Luke Messer (R) - 7. André Carson (D) - 8. Larry Bucshon (R) - 9. Todd Young (R) | (2-2 compartidos) - 1. Bruce Braley (D) - 2. David Loebsack (D) - 3. Tom Latham (R) - 4. Steve King (R) (4 Republicanos) - 1. Tim Huelskamp (R) - 2. Lynn Jenkins (R) - 3. Kevin Yoder (R) - 4. Mike Pompeo (R) (5-1 Republicanos) - 1. Ed Whitfield (R) - 2. Brett Guthrie (R) - 3. John Yarmuth (D) - 4. Thomas Massie (R) - 5. Hal Rogers (R) - 6. Andy Barr (R) (5-1 Republicanos) - 1. Steve Scalise (R) - 2. Cedric Richmond (D) - 3. Charles Boustany (R) - 4. John Fleming (R) - 5. Rodney Alexander (R) - 6. Bill Cassidy (R) (2 Demócratas) - 1. Chellie Pingree (D) - 2. Mike Michaud (D) (7-1 Demócratas) - 1. Andrew Harris (R) - 2. Dutch Ruppersberger (D) - 3. John Sarbanes (D) - 4. Donna Edwards (D) - 5. Steny Hoyer (D) - 6. John Delaney (D) - 7. Elijah Cummings (D) - 8. Chris Van Hollen (D) (9 Demócratas) - 1. Richard Neal (D) - 2. Jim McGovern (D) - 3. Niki Tsongas (D) - 4. Joe Kennedy (D) - 5. Ed Markey (D) - 6. John Tierney (D) - 7. Mike Capuano (D) - 8. Stephen Lynch (D) - 9. Bill Keating (D) (9-5 Republicanos) - 1. Dan Benishek (R) - 2. Bill Huizenga (R) - 3. Justin Amash (R) - 4. Dave Camp (R) - 5. Dan Kildee (D) - 6. Fred Upton (R) - 7. Tim Walberg (R) - 8. Mike Rogers (R) - 9. Sander Levin (D) - 10. Candice Miller (R) - 11. Kerry Bentivolio (R) - 12. John Dingell (D) - 13. John Conyers (D) - 14. Gary Peters (D) (5-3 Demócratas) - 1. Tim Walz (D) - 2. John Kline (R) - 3. Erik Paulsen (R) - 4. Betty McCollum (D) - 5. Keith Ellison (D) - 6. Michele Bachmann (R) - 7. Collin Peterson (D) - 8. Rick Nolan (D) (3-1 Republicanos) - 1. Alan Nunnelee (R) - 2. Bennie Thompson (D) - 3. Gregg Harper (R) - 4. Steven Palazzo (R) (5-2 Republicanos, 1 vacante) - 1. Lacy Clay (D) - 2. Ann Wagner (R) - 3. Blaine Luetkemeyer (R) - 4. Vicky Hartzler (R) - 5. Emanuel Cleaver (D) - 6. Sam Graves (R) - 7. Billy Long (R) - 8. Jo Ann Emerson (R), estuvo hasta el 22 de enero de 2013 - Vacante desde el 22 de enero de 2013 (1 Republicano) - At-large. Steve Daines (R) (3 Republicanos) - 1. Jeff Fortenberry (R) - 2. Lee Terry (R) - 3. Adrian M. Smith (R) (2-2 compartidos) - 1. Dina Titus (D) - 2. Mark Amodei (R) - 3. Joe Heck (R) - 4. Steven Horsford (D) (2 Demócratas) - 1. Carol Shea-Porter (D) - 2. Ann McLane Kuster (D) (6-6 compartidos) - 1. Robert Andrews (D) - 2. Frank LoBiondo (R) - 3. Jon Runyan (R) - 4. Chris Smith (R) - 5. Scott Garrett (R) - 6. Frank Pallone (D) - 7. Leonard Lance (R) - 8. Albio Sires (D) - 9. Bill Pascrell (D) - 10. Donald Payne, Jr. (D) - 11. Rodney Frelinghuysen (R) - 12. Rush Holt (D) (2-1 Demócratas) - 1. Michelle Lujan Grisham (D) - 2. Steve Pearce (R) - 3. Ben Ray Lujan (D) (21-6 Demócratas) - 1. Timothy Bishop (D) - 2. Peter King (R) - 3. Steve Israel (D) - 4. Carolyn McCarthy (D) - 5. Gregory Meeks (D) - 6. Grace Meng (D) - 7. Nydia Velazquez (D) - 8. Hakeem Jeffries (D) - 9. Yvette Clarke (D) - 10. Jerrold Nadler (D) - 11. Michael Grimm (R) - 12. Carolyn Maloney (D) - 13. Charles Rangel (D) - 14. Joe Crowley (D) - 15. José E. Serrano (D) - 16. Eliot Engel (D) - 17. Nita Lowey (D) - 18. Sean Maloney (D) - 19. Chris Gibson (R) - 20. Paul Tonko (D) - 21. Bill Owens (D) - 22. Richard Hanna (R) - 23. Thomas Reed (R) - 24. Daniel Maffei (D) - 25. Louise Slaughter (D) - 26. Brian Higgins (D) - 27. Chris Collins (R) (9-4 Republicanos) - 1. G.K. Butterfield (D) - 2. Renee Ellmers (R) - 3. Walter Jones Jr. (R) - 4. David Price (D) - 5. Virginia Foxx (R) - 6. Howard Coble (R) - 7. Mike McIntyre (D) - 8. Richard Hudson (R) - 9. Robert Pittenger (R) - 10. Patrick McHenry (R) - 11. Mark Meadows (R) - 12. Mel Watt (D) - 13. George Holding (R) (1 Republicano) - At-large. Kevin Cramer (R) | (12-4 Republicanos) - 1. Steve Chabot (R) - 2. Brad Wenstrup (R) - 3. Joyce Beatty (D) - 4. Jim Jordan (R) - 5. Bob Latta (R) - 6. Bill Johnson (R) - 7. Bob Gibbs (R) - 8. John Boehner (R) - 9. Marcy Kaptur (D) - 10. Mike Turner (R) - 11. Marcia Fudge (D) - 12. Pat Tiberi (R) - 13. Tim Ryan (D) - 14. David Joyce (R) - 15. Steve Stivers (R) - 16. Jim Renacci (R) (5 Republicanos) - 1. Jim Bridenstine (R) - 2. Markwayne Mullin (R) - 3. Frank Lucas (R) - 4. Tom Cole (R) - 5. James Lankford (R) (4-1 Demócratas) - 1. Suzanne Bonamici (D) - 2. Greg Walden (R) - 3. Earl Blumenauer (D) - 4. Peter DeFazio (D) - 5. Kurt Schrader (D) (13-5 Republicanos) - 1. Bob Brady (D) - 2. Chaka Fattah (D) - 3. Mike Kelly (R) - 4. Scott Perry (R) - 5. Glenn Thompson (R) - 6. Jim Gerlach (R) - 7. Pat Meehan (R) - 8. Mike Fitzpatrick (R) - 9. Bill Shuster (R) - 10. Tom Marino (R) - 11. Lou Barletta (R) - 12. Keith Rothfus (R) - 13. Allyson Schwartz (D) - 14. Michael F. Doyle (D) - 15. Charles Dent (R) - 16. Joseph R. Pitts (R) - 17. Matt Cartwright (D) - 18. Timothy F. Murphy (R) (2 Demócratas) - 1. David Cicilline (D) - 2. James Langevin (D) (5-1 Republicano, 1 vacante) - 1. Vacante - 2. Joe Wilson (R) - 3. Jeff Duncan (R) - 4. Trey Gowdy (R) - 5. Mick Mulvaney (R) - 6. Jim Clyburn (D) - 7. Tom Rice (R) (1 Republicano) - At-large. Kristi Noem (R) (7-2 Republicanos) - 1. Phil Roe (R) - 2. Jimmy Duncan (R) - 3. Chuck Fleischmann (R) - 4. Scott DesJarlais (R) - 5. Jim Cooper (D) - 6. Diane Black (R) - 7. Marsha Blackburn (R) - 8. Stephen Fincher (R) - 9. Steve Cohen (D) (24-12 Republicanos) - 1. Louie Gohmert (R) - 2. Ted Poe (R) - 3. Sam Johnson (R) - 4. Ralph Hall (R) - 5. Jeb Hensarling (R) - 6. Joe Barton (R) - 7. John Culberson (R) - 8. Kevin Brady (R) - 9. Al Green (D) - 10. Michael McCaul (R) - 11. Mike Conaway (R) - 12. Kay Granger (R) - 13. Mac Thornberry (R) - 14. Randy Weber (R) - 15. Ruben Hinojosa (D) - 16. Beto O'Rourke (D) - 17. Bill Flores (R) - 18. Sheila Jackson Lee (D) - 19. Randy Neugebauer (R) - 20. Joaquin Castro (D) - 21. Lamar S. Smith (R) - 22. Pete Olson (R) - 23. Pete Gallego (D) - 24. Kenny Marchant (R) - 25. Roger Williams (R) - 26. Michael C. Burgess (R) - 27. Blake Farenthold (R) - 28. Henry Cuellar (D) - 29. Gene Green (D) - 30. Eddie Bernice Johnson (D) - 31. John Carter (R) - 32. Pete Sessions (R) - 33. Marc Veasey (D) - 34. Filemon Vela, Jr. (D) - 35. Lloyd Doggett (D) - 36. Steve Stockman (R) - 37. Jerry Thomas.(R) (3-1 Republicanos) - 1. Rob Bishop (R) - 2. Chris Stewart (R) - 3. Jason Chaffetz (R) - 4. Jim Matheson (D) (1 Demócrata) - At-large. Peter Welch (D) (8-3 Republicanos) - 1. Rob Wittman (R) - 2. Scott Rigell (R) - 3. Bobby Scott (D) - 4. Randy Forbes (R) - 5. Robert Hurt (R) - 6. Bob Goodlatte (R) - 7. Eric Cantor (R) - 8. Jim Moran (D) - 9. Morgan Griffith (R) - 10. Frank Wolf (R) - 11. Gerry Connolly (D) (6-4 Demócratas) - 1. Suzan DelBene (D) - 2. Rick Larsen (D) - 3. Jaime Herrera Beutler (R) - 4. Doc Hastings (R) - 5. Cathy McMorris Rodgers (R) - 6. Derek Kilmer (D) - 7. Jim McDermott (D) - 8. Dave Reichert (R) - 9. Adam Smith (D) - 10. Dennis Heck (D) (2-1 Republicanos) - 1. David McKinley (R) - 2. Shelley Moore Capito (R) - 3. Nick Rahall (D) (5-3 Republicanos) - 1. Paul Ryan (R) - 2. Mark Pocan (D) - 3. Ron Kind (D) - 4. Gwen Moore (D) - 5. Jim Sensenbrenner (R) - 6. Tom Petri (R) - 7. Sean Duffy (R) - 8. Reid Ribble (R) (1 Republicano) - At-large. Cynthia Lummis (R) (5 Demócratas, 1 D/NPP) - Samoa Americana. Eni Faleomavaega (D) - Distrito de Columbia. Eleanor Holmes Norton (D) - Guam. Madeleine Z. Bordallo (D) - islas Marianas del Norte. Gregorio Sablan (D) - Puerto Rico. Pedro Pierluisi (D)/(NPP) - islas Vírgenes. Donna Christian-Christensen (D) |